# Chiusaforte
Chiusaforte – miejscowość i gmina we Włoszech, w regionie Friuli-Wenecja Julijska, w prowincji Udine.
Według danych na rok 2004 gminę zamieszkiwało 815 osób, 8,2 os./km².